# Liste der Biografien/Burh
Liste der Biografien |
Portal Biografien |
Personensuche
# |
A |
B |
C |
D |
E |
F |
G |
H |
I |
J |
K |
L |
M |
N |
O |
P |
Q |
R |
S |
T |
U |
V |
W |
X |
Y |
Z |
?
 
Ba |
Be |
Bd |
Bg |
Bh |
Bi |
Bj |
Bl |
Bm |
Bn |
Bo |
Br |
Bs |
Bu |
Bw |
By |
Bz
 
Bua |
Bub |
Buc |
Bud |
Bue |
Buf |
Bug |
Buh |
Bui |
Buj |
Buk |
Bul |
Bum |
Bun |
Buo |
Buq |
Bur |
Bus |
But–Buz
 
Bura |
Burb |
Burc |
Burd |
Bure |
Burf |
Burg |
Burh |
Buri |
Burj |
Burk |
Burl |
Burm |
Burn |
Buro |
Burp |
Burq |
Burr |
Burs |
Burt |
Buru |
Burv |
Burw |
Burx |
Bury |
Burz
Die Liste der Biografien führt alle Personen auf, die in der deutschsprachigen Wikipedia einen Artikel haben. Dieses ist eine Teilliste mit 16 Einträgen von Personen, deren Namen mit den Buchstaben „Burh“ beginnt.

## Burh

### Burha
- Burhān al-Amawī (1861–1935), Rechtsgelehrter der schāfiʿitischen Rechtsschule und ein Scheikh des Qādirīya-Sufiordens aus Zanzibar
- Burhan, Abdel Fattah (* 1960), sudanesischer General und PolitikerAbdel Fattah Burhan (* 1960)

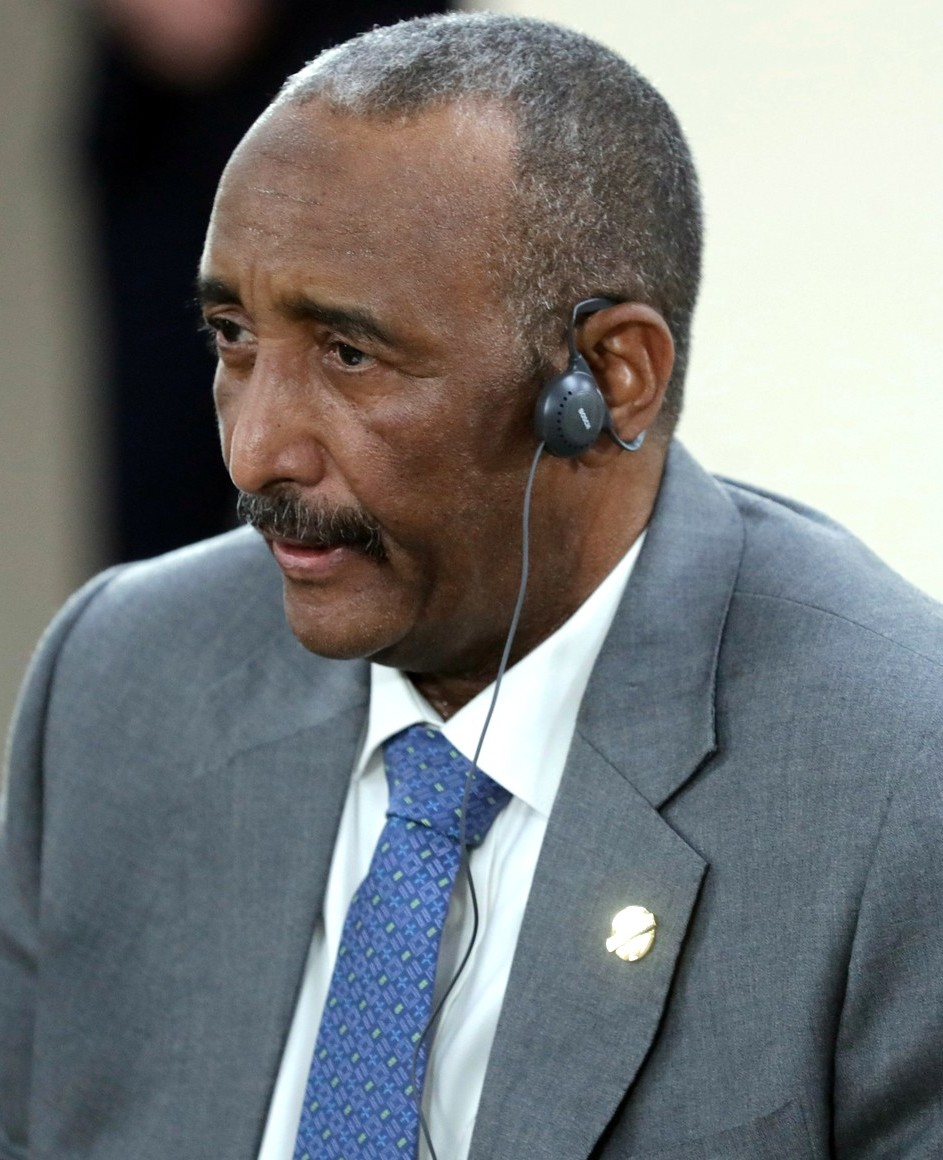
Abdel Fattah Burhan (* 1960)

- Burhan, Halis (* 1933), türkischer General
- Burhan, Rahim (* 1949), nordmazedonisch-deutscher Theaterregisseur
- Burhani, Muhammad Uthman Abd al- († 1983), sudanesischer Sufi
- Burhanuddeen Loma (* 1997), thailändischer Fußballspieler
- Burhard, Eugen (* 1987), deutscher Boxer

### Burhe
- Burhenne, Heinrich (1892–1945), deutscher Lehrer und Schriftsteller
- Burhenne, Johann Julius Louis (* 1831), deutscher Jurist, Bürgermeister und Abgeordneter des Kurhessischen Kommunallandtages
- Burhenne, Thomas (* 1953), deutscher Skulpteur
- Burhenne, Wolfgang E. (1924–2017), deutscher Forstwirt und Umweltschützer

### Burho
- Burhoff, Detlef (* 1950), deutscher Jurist
- Burholt, Christian (* 1972), deutscher Wirtschaftsjurist und Rechtsanwalt
- Burhonov, Abdulwohid (1875–1934), Gründer der Dschadid-Bewegung und der Young Bukharans Organisation in Buxoro
- Burhop, Carsten (* 1973), deutscher Historiker und Universitätsprofessor

### Burhr
- Burhric, Bischof von Rochester